# Социологија расе и етничких односа
Социологија раса и етничких веза проучава социјалне, политичке и економске везе између раса и етничких група на свим нивоима друштва. Ово подручје обухвата студије о расизму, стамбеном издвајању и другим комплексним социолошким процесима између различитих расних и етничких група. Социолошка анализа раса и етничке групе често се прелиће са другим областима социологије као што су стратификација и социјална психологија али и са постколонијалном теоријом.
На нивоима функционалне стране политике, етнички односи разматрају се у односу на асимилационизам или мултикултурализам. Антирасистичке форме другачијег начина функционалне стране политике нарочито су били популарни шездесетих и седамдесетих година 20. века. На нивома академских испитивања, етнички односи разматрани су или личним искуством расно-етничких група или свеобухватним теоријским проблемом.

## Класичне теорије

### Карл Маркс
Маркс описује друштво као две " велике " класе, капиталистичку и радничку класу као и средњу класу која потпада под једну или другу по свом нахођењу. Надао се да ће радничка класа устати против капиталистичке класе са циљем да се заустави експлоатација радничке класе. Делимично је кривио њихов неуспех да се организују у капиталистичку класу док су раздвајали црне од белих радника. Ово раздвајање, посебно између црнаца и белаца у Америци допринело је расизму. Капиталистички допринос расизму, Маркс приписује раздвојеним радничким радњама и расној неједнакости у зарадама. 

### Макс Вебер
Вебер је утемељио микро-социологију етничких веза почетком 1906. Он се није слагао са тиме да биолошке карактеристике могу да буду основа за оснивање група, све док се оне сматрају заједничким. Заједничка перцепција и обичаји су они који стварају и разликују једну од друге етничке групе. Ово се разликује од тачке гледишта многих његових савременика који су сматрали да су етничке групе настале због биолошких сличности а не због социјалне перцепције и припадника групе.

### Букер Вашингтон
Вашингтон је сматран једним од најутицајнијих едукатора који је био црнац 19. и 20. века. Понудио је индустријску едукацију за црнце преко института Таскиги. Надао се да ће им пружити образовање помоћу којег би избегли sharecropping систем и дугове, уместо ангажовања у самозапошљању, власништвом над земљом и малим пословима. Његова теорија о расама у Америци залагала се за наставак обесправљења црнаца и раздвајања, у замену за подршку белаца у области економије и едукације. Ова теорија је истицала акомодациону филозофију због које је био добро познат. Међутим, битно и тајно је допринео легалним изазовима и обесправљењима. 

## Развој социологије расе и етничке групе

### Сједињене Америчке Државе
У Сједињеним Америчким државама, на студију о раси и етничким односима снажно су утицали фактори повезани са сваким главним имигрантским таласом док се долазећа група бори са задржавањем свог културног и етничког идентитета а истовремено асимилује у типичну америчку културу и економију. Једна од првих и најзначајнијих тема везаних за америчке студије су везе измедју белих американаца и Афроамериканаца због лошег искуства што се слаже и преноси кроз векове ропства на плантажама. Током новије америчке историје сваки нови имигрантски талас донео је нове проблеме као што су напетост између одржања различитости и асимилације која доводи до промена. У ово време расизам и сукоб се често понављају. 

### Уједињено Краљевство
У Уједињеном Краљевству, различите националности активно су охрабриване и предлагано им је да мигрирају педесетих година 20. века хакон распада царства и социјалног разарања Другог светског рата. Комонвелт имиграционим актом из 1962.године промењен је закон те су само главни чланови британског Комонвелта били у могућности да мигрирају. Овај закон је учвршћен поново са Комонвелтом имиграцијским актом из 1968. године и имиграцијионим актом из 1971. године. Акт расних односа из 1986. године је проширио одређене политике поштовајући запослене, стамбену изградњу, комерцијалну службу и остале. Ово је проширено опет актом расних односа из 1976. године. Као и са медијских и културних студија у Уједињеном Краљевству, етнички односи се често уче као широко изразита дисциплина или у оквиру социолошких института или у другим школама хуманистичких наука. У главне теоретичаре Уједињеног Краљевства укључени су и Паул Гилрој, Стјуарт Хол, Ричард Џенкинс, Џон Рекс, Мајкл Бантон и Тарик Модод.